# 丁夏畦
丁夏畦（1928年5月25日—2015年5月11日），男，湖南益阳人，中国数学家，中国科学院院士。

## 生平
丁夏畦生于湖南益阳。1951年畢業於武漢大學數學系，畢業後即分配到中國科學院數學研究所工作，1978年在數學研究所晉升為研究員。1985-1994年任原中科院武漢數學物理研究所所長。現任中國科學院應用數學研究所研究員，為首批博士研究生導師。1989年被評為中國科學院先進工作者，1991年當選中國科學院院士。中国科学院数学与系统科学研究院应用数学研究所研究员。曾任中国科学院武汉数学物理研究所所长。2000年获得华罗庚数学奖。